# Hans Deinzer
Hans Deinzer (14 janvier 1934 à Rothenbruck (Allemagne), décédé le 26 février 2020) était un clarinettiste et professeur de clarinette qui a enseigné à la Hochschule für Musik und Theater, à Hanovre pendant trente ans, et a pris sa retraite en 1996.

## Biographie
Né à Rothenbruck, Hans Deinzer reçoit ses premières leçons de clarinette au Städtisches Konservatoriun de Nuremberg entre 1949 et 1955. Il est jusqu'en 1962 l'élève de Rudolf Gall à Munich.
Deinzer était clarinettiste au Nürnberger Symphoniker et au Sinfonieorchester des Norddeutschen Rundfunks à Hambourg.
Il fut l'un des premiers clarinettistes à adopter professionnellement l'utilisation d'embouchures en caoutchouc en Allemagne, et fut également un défenseur des instruments anciens et de l'interprétation historiquement informée. Il a enregistré deux versions du Concerto pour clarinette de Mozart en utilisant une clarinette historique en buis reconstituée et a créé plusieurs œuvres importantes, notamment Domaines de Pierre Boulez - qui a été écrit pour lui - et Madrigal I d'Henri Pousseur. Isang Yun lui a dédié Riul (1968).
Il a remporté deux fois le Grand Prix du disque de l'Académie Charles-Cros.
Parmi ses élèves figurent plusieurs clarinettistes de renom, tels que Sabine Meyer, Reiner Wehle (de), Wolfgang Meyer (en), Martin Fröst, Andreas Sundén, Andrew Marriner, Nicholas Cox, Antonio Salguero et Michele Zukovsky (en).
Deinzer était marié à la clarinettiste Nina Janßen (née en 1972).
Il est enterré au cimetière de Johannisfriedhof à Nuremberg.

## Discographie sélective
- Franz Schubert : Schubertiade, avec Elly Ameling, Jörg Demus, Hans Deinzer (Harmonia Mundi, 1965)
- Mozart, Klarinettenkonzert A-dur KV 622 / Hornkonzert Es-dur KV 447, avec Hans Deinzer, Hubert Crüts, Collegium Aureum Auf Originalinstrumenten (Harmonia Mundi, BASF 1973)
- Werner Heider (en), Colosseum Colos SM 552 (p), 1973
  - Dialog I pour clarinette et piano,
  - Inventio II pour clarinette solo
  - Strophen pour clarinette et orchestre de chambre
  - Edition pour cinq clarinettes. Le morceau Edition présente plusieurs de ses élèves.
  - Kunst-Stoff pour clarinette électrique, piano préparé et bande magnétique
- Olivier Messiaen, Quatuor pour la fin du Temps, avec Saschko Gawriloff, Hans Deinzer, Siegfried Palm, Aloys Kontarsky, (Deutsche Harmonia Mundi, 1978)
- Ludwig Van Beethoven, Geistertrio Op.70, Nr.1 / Gassenhauertrio Op. 11, avec Jörg Demus, Franzjosef Maier, Hans Deinzer, Rudolf Mandalka (Orbis (2), 1979)
- W.A. Mozart Divertimenti für 3 Bassethörner, Adagios K.411,580a & 410, Adagio KV 588a (KV Anh. 94) en F-Dur pour clarinette et trois cors de basset, avec le Trio Di Clarone (Reiner Wehle, Sabine Meyer, Wolfgang Meyer : cors de basset), Hans Deinzer (clarinette), Johannes Peitz (His Master's Voice, EMI, 1987)
- Iannis Xenakis - Orchestral works & chamber music : Charisma (1971) avec Hans Deinzer, Siegfried Palm (Col Logno, 2000)
- Hans Werner Henze, Le miracle de la rose, avec Hans Deinzer, Ensemble modern, Hans Werner Henze (dir.), (Ars Musici, 1991)
- Carl Stamitz, Johann Stamitz, Clarinet Concertos, Orchestral Quartet avec  Hans Deinzer, Jann Engel, Cappella Coloniensis, Ulf Björlin, Gabriele Ferro - (CD, Album : Phoenix Edition 177, 2009)